# قطعنامه ۶۲۱ شورای امنیت
قطعنامه ۶۲۱ شورای امنیت سازمان ملل متحد که در تاریخ ۲۰ سپتامبر ۱۹۸۸ تصویب شد، سندی بین‌المللی دربارهٔ صحرای غربی است. این قطعنامه طی نشست ۲۸۲۶ام با ۱۵ رای موافق، ۰ مخالف و ۰ ممتنع تصویب شد.